# 1998년 한화 이글스 시즌
1998년 한화 이글스 시즌은 한화 이글스가 KBO 리그에 참가한 5번째 시즌으로, 빙그레 이글스 시절까지 합하면 13번째 시즌이다. 강병철 감독이 팀을 이끈 5번째 시즌이었으나, 중도 경질되고 이희수 감독 대행이 잔여 시즌을 책임졌다. 강석천이 주장을 맡았으며, 팀은 톱타자의 부재 탓인지   8팀 중 2년 연속 정규시즌 7위에 그치며 2년 연속 포스트시즌 진출에 실패했다.

## 타이틀
- 방콕 아시안 게임 금메달: 백재호
- 올스타 선발: 장종훈 (1루수), 부시 (지명타자)
- 올스타전 추천선수: 구대성, 한용덕, 강석천
- 컴투스프로야구 레전드 카드: 백재호
- 컴투스프로야구2022 타이틀홀더 라인업: 한용덕 (구원투수)

### 퓨처스리그
- 북부리그 타점: 정기창 (33)
- 완투: 공용우 (5)
- 다승: 공용우 (9)
- 세이브: 홍우태 (5)
- 이닝: 공용우 (128.2)
- 상대한 타자 수: 공용우 (533)
- 탈삼진: 공용우 (80)

## 선수단
- 선발투수 : 정민철, 이상목, 송진우, 노장진, 신재웅
- 구원투수 : 한용덕, 홍우태, 김해님, 김재현, 김민태, 이상열
- 마무리투수 : 구대성, 정영환, 공용우
- 포수 : 김충민, 조경택, 심광호, 강인권, 신경현
- 1루수 : 장종훈
- 2루수 : 치멜리스, 임수민
- 유격수 : 백재호, 정경훈, 허준
- 3루수 : 이민호, 홍원기, 부시
- 좌익수 : 이영우
- 중견수 : 강석천, 임주택, 동봉철, 전상렬
- 우익수 : 송지만, 조효상, 이종운
- 지명타자 : 김기성, 정영규, 고기성, 정기창, 신진수

## 여담
- 부시는 KBO 리그 역대 최초의 외국인 지명타자로, KBO 올스타전 사상 최초로 타석을 소화한 외국인 타자다.
- 이 시즌은 KBO 리그 사상 5번째로 규정 이닝 충족 투수 전원이 양수 WAR을 기록한 시즌이다. 이 중 가장 WAR이 낮았던 노장진은 WAR 0.35를 기록했다.
- 부시는 이 시즌 10홈런을 쳤음에도 WAR -1.22에 그쳐 1990년대 누적 WAR, 20세기 누적 WAR 모두 KBO 리그 외국인 타자 최저 기록을 세웠으며 단일 시즌 두 자릿수 홈런 타자 중 최저 WAR 기록을 세웠다.
- 정민철은 이 시즌 월요일 경기에서 3루타 4개를 허용하여 KBO 리그 역대 단일 시즌 월요일 경기 최다 기록을 세웠다.
- 1999 신인드래프트에서 구단 사상 마지막 고졸우선지명으로 문용민을 지명하여 영입했다.